# Bruno Bettelheim
Bruno Bettelheim (n. 28 august 1903 la Viena - d. 13 martie 1990 la Silver Spring, Maryland) a fost un psihanalist și specialist în psihologie infantilă american de origine austriacă.
A câștigat o deosebită reputație internațională prin lucrările sale asupra lui Sigmund Freud, psihanalizei și tulburărilor emoționale ale copiilor.
Unele din teoriile sale sunt astăzi considerate depășite, cum ar fi cele legate de autism.
A fost unul dintre cei mai puternici apărători ai cărții "Eichmann în Ierusalim" a lui Hannah Arendt.
Fiind de etnie ebraică, la scurt timp după momentul "Anschluss" este arestat de naziști și trimis la Lagărul de la Buchenwald, unde este supus torturii.
Este totuși eliberat ca rezultat al unei amnistii decretate cu ocazia zilei de naștere a lui Hitler (20 aprilie 1939).
La sfârșitul anului 1939 reușește să se refugieze în SUA.
Intră ca profesor la Universitatea din Chicago, unde predă din 1944 până la ieșirea la pensie în 1973.
La bătrânețe, suferind de depresie, pe care o avea de o perioadă îndelungată și ale cărei simptome se agravează, se sinucide prin asfixiere cu o pungă de plastic.
1. 1 2  Bruno Bettelheim, Babelio
2. 1 2  Bruno Bettelheim, Munzinger Personen, accesat în 9 octombrie 2017
3. ↑  Bruno Bettelheim, SNAC, accesat în 9 octombrie 2017
4. ↑  Pedagogi i psihologi mira
5. 1 2  Bruno Bettelheim, Gran Enciclopèdia Catalana
6. ↑  „Bruno Bettelheim”, Gemeinsame Normdatei, accesat în 11 decembrie 2014
7. ↑  Bruno Bettelheim, Brockhaus Enzyklopädie
8. ↑  Bruno Bettelheim, Encyclopædia Britannica Online, accesat în 9 octombrie 2017
9. ↑  Find a Grave, accesat în 27 noiembrie 2024
10. 1 2  LIBRIS, 18 septembrie 2012, accesat în 24 august 2018
11. ↑  Autoritatea BnF, accesat în 10 octombrie 2015
12. ↑  CONOR.SI[*] Verificați valoarea |titlelink= (ajutor)
13. ↑  Genealogia matematicienilor
14. 1 2  Nuremberg Trials Project
15. ↑   https://uni-tuebingen.de/fakultaeten/evangelisch-theologische-fakultaet/fakultaet/lucas-preis/preistraeger/bisherige-preistraeger/, accesat în 18 iulie 2021 Lipsește sau este vid: |title= (ajutor)
16. ↑   (PDF) https://www.goethe.de/resources/files/pdf290/liste_preistraegerinnen_goethe-medaille_1955-20222023.pdf Lipsește sau este vid: |title= (ajutor)
17. ↑   https://www.bookcritics.org/past-awards/1976/ Lipsește sau este vid: |title= (ajutor)